# Ďurďoš
Ďurďoš este o comună slovacă, aflată în districtul Vranov nad Topľou din regiunea Prešov. Localitatea se află la altitudinea de 175 m deasupra n.m., se întinde pe o suprafață de 42,02 km2 și în 2017 număra 258 de locuitori.

## Istoric
Localitatea Ďurďoš este atestată documentar din 1363.

## Demografie
| An:                | 1994 | 2004 | 2014    | 2024   |
| ------------------ | ---- | ---- | ------- | ------ |
| Număr de persoane: | 188  | 235  | 267     | 285    |
| Diferență:         |      | +25% | +13,61% | +6,74% |

| An:                | 2023 | 2024   |
| ------------------ | ---- | ------ |
| Număr de persoane: | 265  | 285    |
| Diferență:         |      | +7,54% |